# Белоплащ тамарин
Белоплащ тамарин (Saguinus melanoleucus) е вид бозайник от семейство Остроноктести маймуни (Callitrichidae).

## Разпространение и местообитание
Разпространен е в Бразилия.